# AI 슬롭
AI 오물 또는 AI 슬롭(영어: AI slop)은 생성형 인공지능 기술을 사용하여 만들어진 글과 그림 등 저품질 작품들에 대해 경멸적인 용도로 사용되는 단어이다.
뉴욕 시립 대학 철학과 조나단 길모어 교수는 AI의 "엄청나게 평범하고 현실적인 스타일"을 "처리하기 매우 쉽다"고 설명했다.

## 유래
대규모 언어 모델 (LLM)과 이미지 확산 모델을 통한 저품질 콘텐츠와 이미지의 생성이 늘어남에 따라 해당 을 일컫는 적합한 용어에 대한 논의가 시작되었다. 제안된 용어에는 "AI 쓰레기" (AI garbage), "AI 오염" (AI pollution), "AI 찌꺼기" (AI-generated dross) 등이 있었다. 저급 AI 소재에 대한 설명어로 "슬롭"이라는 용어가 처음 사용된 것은 2022년 AI 이미지 생성기가 출시된 데 대한 반응으로 보인다. 초기에는 4chan, 해커 뉴스와 유튜브 해설가들 사이에서일종의 내부 그룹 속어로 사용된 것으로 알려졌다.
영국의 컴퓨터 프로그래머 사이먼 윌리슨이 2024년 5월 자신의 개인 블로그에 쓴 글에서 해당 용어를 사용할 것을 권하면서 "AI 오물"이라는 용어를 대중화한것으로 알려져 있다. 그러나 윌리슨은 자신이 해당 용어를 사용할 것을 권하기 훨씬 전부터 해당 용어가 사용되었다고 말했다.
2024년 2분기에 구글이 제미니 AI 모델을 검색 결과에 반영하면서 용어는 인기를 얻었으며 2024년 4분기까지 뉴스 헤드라인에 널리 사용되었다.
연구에 따르면 LLM을 AI 오물에 대해 훈련하면 계속적인 반복을 통해 모델 출력의 어휘적, 구문적, 의미적 다양성이 지속적으로 감소해 모델 붕괴가 발생하며, 특히 높은 수준의 창의성을 요구하는 작업은 이런 현상이 더욱 두드러진다고 밝혀졌다.

## 소셜 미디어
AI 오물은 제작자들이 페이스북과 틱톡에서 수익을 창출하기 시작하면서 소셜 미디어에 널리 퍼지기 시작했으며, 특히 개발도상국 사람들에게 미국인들에게 어필하는 그림을 만들면 더 높은 광고료를 벌 수 있다는 자극을 줬다.
저널리스트 제이슨 코블러는 일부 콘텐츠의 기이한 특성은 제작자가 모델의 훈련 데이터에서 과소 학습된 언어인 힌디어, 우르두어 및 베트남어 프롬프트를 사용하거나 음성 인식을 통해 정확하지 않은 영어로 번역된 프롬프트 때문일 수 있다고 추측했다.
뉴욕 매거진과의 인터뷰에서 케냐의 AI 그림 제작자는 "페이스북에서 높은 참여를 이끌어내는 예수 그림 생성 프롬프트 10개를 써주세요"와 같은 챗GPT 프롬프트를 입력한 다음 생성된 프롬프트를 Midjourney 등 텍스트-이미지 AI 서비스에 입력했다고 설명했다.

## 정치
2024년 8월, 《디 애틀랜틱》은 미국의 우파 정치세력 관계자들이 AI 오물을 저렴하고 빠르게 소셜 미디어에 유통했다고 보도했다.
미국에서 허리케인 헬린이 덮친 이후, 공화당 의원들은 AI가 생성한 홍수 속에서 강아지를 품은 어린 소녀 그림을 유포하며 이를 조 바이든 대통령이 재난에 대응하지 못한 증거로 사용했다. 일부 의원들은 그것이 진짜가 아니라는 것을 인정하면서도 소셜 미디어에 이미지를 공유했다.
2025년 2월, 도널드 트럼프 대통령은 극우 소셜 미디어 플랫폼인 트루스 소셜과 인스타그램에 AI가 생성한 가자 지구가 고급 휴양지로 변모하는 모습이 담긴 영상을 공유했다. 저품질 AI가 생성한 엉터리 영상은 팔레스타인인에 대한 민족 청소를 옹호하는 선전으로 비판을 받았다.

## 광고
2024년 11월, 코카콜라는 연례 크리스마스 광고에서 인공지능을 사용하여 세 개의 광고를 제작했다. 영상들은 일반 시청자와 아티스트 모두로부터 즉시 부정적인 반응을 얻었으며, Gravity Fall 의 제작자인 애니메이터 알렉스 허쉬는 회사가 광고를 만드는 데 인간 아티스트를 고용하지 않은 결정을 비판했다. 부정적인 반응에 대해 코카콜라 컴퍼니는 "코카콜라는 항상 인간의 창의성과 기술의 교차점 속에서 최고 수준의 작품을 만드는데 전념할 것이다"라고 말하며 생성적 인공 지능을 사용한 것을 변명했다.

## 비디오 게임
2024년 비디오 게임 《콜 오브 듀티: 블랙 옵스 6》에는 인공지능이 생성한 구성요소들이 포함되어 있다. 게임이 처음 출시된 이후, 많은 플레이어들은 트레이아크와 레이븐 소프트웨어가 로딩 화면, 엠블럼, 콜링 카드 등의 게임 내 구성요소를 만드는 데 AI를 사용했다고 비판했다. 콜 오브 듀티 프랜차이즈의 이전 작품도 AI가 생성한 과금 요소가 판매된 의혹을 받았다.
2025년 2월, 액티비전은 스팀의 AI 관련 정책에 따라 생성형 인공 지능을 사용한다는 사실을 공개했으며, 액티비전은 스팀 게임 페이지에서 "생성형 AI 도구를 사용하여 일부 게임 내 구성요소을 개발하는 데 도움을 받았다."라고 언급했다.